# 鉢塚
鉢塚（はちづか）は、大阪府池田市にある地名である。一丁目から三丁目まである。郵便番号は 563-0024 である。当地域の人口は、2017年12月末時点で 5,098 人である（池田市市民生活部総合窓口課の資料による）。面積は、2018年3月末時点で 0.461 平方キロメートルである（池田市市長公室広聴文書課の資料による）。

## 地理
池田市の中部に位置する。
西部に一丁目があり、中部に二丁目があり、東部に三丁目がある。北は、緑丘一丁目および二丁目と接しており、東は、井口堂一丁目および二丁目、旭丘一丁目と接している。南は、荘園一丁目、八王寺一丁目と接しており、西は、城南三丁目と接している。
当地域は、池田市立緑丘小学校および池田市立渋谷中学校の校区に含まれる。当地域の南部には、国道176号が通っており、南端を阪急宝塚本線が通っている。
当地域中央には水月公園と鉢塚古墳があり、周辺は住宅街となっている。

### 地価
鉢塚の地価は、2020年（令和2年）1月1日の公示地価によれば、鉢塚二丁目8-7の地点で18万6,000円/m2となっている。

## 歴史
- 1889年（明治22年）4月1日 市制・町村制が施行され、豊島郡尊鉢村が秦野村尊鉢となる[9][10]。
- 1915年（大正4年） 豊能郡立農林学校（現在[いつ?]の大阪府立園芸高等学校）が秦野村尊鉢に開校[11]。
- 1944年（昭和19年）4月に町名変更が行われ、秦野村尊鉢が尊鉢町となる[12]。
- 1945年（昭和20年）12月7日 鉢塚古墳が大阪府指定文化財（史跡）に指定される[9]。
- 1959年（昭和34年）6月27日 五社神社の十三重塔が国の重要文化財に指定される[9]。
- 1965年（昭和40年）9月1日、才田町、尊鉢町が、鉢塚一丁目から三丁目に変更される[1][13]。
- 1970年（昭和45年） 都市計画公園の地区公園に分類される水月公園が開設される[14]。
- 1971年（昭和46年） 児童文化センター（現在[いつ?]の水月児童文化センター）が開設される[15]。
- 1979年（昭和54年）4月 二丁目に鉢塚会館が開館[16]。
- 1984年（昭和59年）1月 秋山工作所が開所される[17]。
- 1992年（平成4年） 有機野菜を扱う店舗「やさいの広場」およびレストラン「ばんまい」が三丁目に開設される[18][19]。
- 2002年（平成14年）7月18日 業務スーパー鉢塚店が二丁目に開店[20]。
- 2013年（平成25年）7月 サービス付き高齢者向け住宅「シュールメゾンポプラ鉢塚」が一丁目に開設される[21]。
- 2014年（平成26年）5月24日 ギャラリーおよびカフェを併設するGULIGULIが二丁目に開設される[22]。
- 2017年（平成29年）
  - 8月18日 北摂TNRサポート「のらねこさんの手術室」が渋谷から鉢塚二丁目に移転[23][24]。
  - 12月12日、焼肉特急 池田駅が三丁目に開店される[25]。
- 2019年（平成31年）4月 サービス付き高齢者向け住宅「さくらヴィラ池田」が二丁目に開設される[21]。

## 施設
- 池田鉢塚郵便局[26]
- 水月公園[27]
- 鉢塚公園[27]
- 鉢塚1丁目公園[27]
- 鉢塚2丁目第1公園[27]
- 鉢塚2丁目第2公園[27]
- 鉢塚2丁目第3公園[27]
- 鉢塚3丁目公園[27]
- 鉢塚3丁目第2公園[27]
- ユニクロ 池田店[28]
- スシロー 池田店[29]
- ジャパン 池田鉢塚店[30]
- 和食さと 池田東店[31]
- auショップ 池田176[32]
- トヨタカローラ新大阪 池田店[33]
- Honda Cars 池田中央店[34]
- モスバーガー ルート176池田店[35]

かつて存在した施設
- 会庵 鉢塚店[36][37]